# Бовсунівська Тетяна Володимирівна
Тетяна Володимирівна Бовсунівська (нар. 16 лютого 1960, Кременчук) — українська дослідниця, доктор філологічних наук, професор кафедри зарубіжної літератури Київського національного університету імені Тараса Шевченка.

## Біографія
Народилася16 лютого 1960 року в місті Кременчук Полтавської області.
У 1982 році закінчила Дніпропетровський державний університет.
Із 1982 р. по 1984 р. працювала вчителем української мови та літератури в школі № 22 м. Дніпропетровська.
1984—1997 рр. працювала в Інституті літератури Національної академії наук України.
Із 1997 року — завідувачка кафедри української філології Київського славістичного університету.
Зараз — професор кафедри зарубіжної літератури Навчально-науковий інститут філології Київського національного університету імені Тараса Шевченка.

## Наукова діяльність
У 1998 році захистила докторську дисертацію.
Сфера наукових інтересів: історія літератури доби романтизму, жанрологія, когнітивне літературознавство.
Досліджує українську бурлескно-травестійну літературу, український романтизм, творчість Григорія Сковороди.
Одна з упорядників книги «Історія української літературної критики та літературознавства. Хрестоматія».

## Основні праці

### Монографії
- Феномен українського романтизму. Частина 1. Етногенез та теогенез. Монографія. Київ: ІЛ НАНУ, 1997. 154с.
- Основи теорії літературних жанрів. Монографія. — К.: КНУ, 2008. — 520 с.
- Основи теорії літературних жанрів. Монографія. — К.: КНУ, 2008.
- Когнітивна жанрологія і поетика. Монографія. К.: КНУ. 2010. 188 с.
- Жанрові модифікації сучасного роману. Монографія. Харків: Діса-плюс, 2015. 320 с.
- Поетика Тараса Шевченка: Вибрані статті. К.: Видавничий Дім Дмитра Бураго, 2017. 224 с.
- Український романтизм: Теогонічна систематизація. Монографія. Тернопіль: Крок, 2019. 216 с.

### Книги
1. Історія української критики та літературознавства. — К.: Либідь, 1996. — С.62-398.
2. Феномен українського романтизму. Частина 2: Ейдетика. — К.: КСУ, 1998.
3. Історія української естетики першої половини ХІХ століття . — К.: Видавничий дім Дмитра Бураго, 2001.
4. Українська бурлескно-травестійна література початку ХІХ століття в аспекті функціонування комічного. — К.: КНУ, 2006.
5. Теорія літературних жанрів: Жанрова парадигма сучасного зарубіжного роману. Підручник. — К.: КНУ, 2009.